# Jezioro Szejpiszki
Jezioro Szejpiszki (lit. Klevas) – jezioro położone w północno-wschodniej Polsce, na Pojezierzu Wschodniosuwalskim. Jego powierzchnia wynosi 62,5 ha. Wymiary to: 2300 × 450 m.